# Kaptán
A kaptán egy általános felhasználású peszticid szabad neve, mely a ftálimid fungicidek közé tartozik. Bár magában is használható, a kaptánt gyakran peszticid keverékekben alkalmazzák. Számos gyümölcs, zöldség és dísznövény védelmére használják. Sok gyümölcs kinézetét is javítja, hatására azok fényesebbnek, egészségesebbnek látszanak. A kaptánt háztáji és mezőgazdasági termelők is használják, az almatermelők által gyakran használt növényvédőszer. Az EPA besorolása szerint a kaptán B2 osztályú, emberben valószínűleg karcinogén anyag.

## Fordítás
Ez a szócikk részben vagy egészben  a   Captan című angol Wikipédia-szócikk ezen változatának fordításán alapul.  Az eredeti cikk szerkesztőit annak laptörténete sorolja fel. Ez a jelzés csupán a megfogalmazás eredetét és a szerzői jogokat jelzi, nem szolgál a cikkben szereplő információk forrásmegjelöléseként.

## Külső hivatkozások
- Captan Technical Fact Sheet - National Pesticide Information Center
- Captan General Fact Sheet - National Pesticide Information Center
- Captan Pesticide Information Profile - Extension Toxicology Network
- EPA Captan Reregistration Eligibility Decision Facts